# Јулијус Петерсен
Јулијус Петер Кристијан Петерсен (дан. Julius Peter Christian Petersen; Соре, 16. јун 1839 — Копенхаген, 5. август 1910) је био дански математичар.
Дао је доприносе теорији графова. 1892, је објавио граф, који је данас познат као „Петерсенов граф“.
Године 1880. објавио је систематски преглед геометријских конструкција са шестаром и лењиром. Репринт на француском објављен је 1990.